# 6199 Yoshiokayayoi
6199 Yoshiokayayoi este un asteroid din centura principală de asteroizi.

## Descriere
6199 Yoshiokayayoi este un asteroid din centura principală de asteroizi. A fost descoperit pe 26 ianuarie 1992 la Dynic de Atsushi Sugie. El prezintă o orbită caracterizată de o semiaxă mare de 2,59 ua, o excentricitate de 0,12 și o înclinație de 12,1° în raport cu ecliptica.